# Dawn Langley Simmons
Dawn Langley Pepita Simmons (probablemente 1922-18 de septiembre de 2000) fue una prolífica autora y biógrafa inglesa. Nacida como Gordon Langley Hall, Simmons vivió sus primeras décadas como hombre. Era la hija adoptiva de la actriz británica Margaret Rutherford, y su esposo Stringer Davis y que fue el tema de una biografía que Simmons escribió en años posteriores.

## Infancia
Los padres de Simmons eran sirvientes en el castillo de Sissinghurst, la propiedad inglesa del biógrafo Harold Nicolson y su esposa, la novelista Vita Sackville-West. Simmons nació en Sussex como Gordon Langley Hall, hija de Jack Copper, el chofer de Vita Sackville-West, y otra sirvienta, Marjorie Hall Ticehurst, antes de casarse. Aunque afirmó haber nacido con una condición inusual que causó la hinchazón de sus genitales con el resultado de que fue identificada erróneamente como un niño, el libro Peninsula of Lies (2004) del autor de Charleston Edward Ball afirma que nació hombre.
Cuando era niña, Simmons fue criada por su abuela y en un momento visitó el castillo y conoció a Virginia Woolf, la amante de Sackville-West. Woolf convirtió a Sackville-West en el tema de la novela Orlando: una biografía, que tiene un parecido sorprendente con la historia de vida de la propia Simmons.

## Trayectoria
En 1946 Simmons emigró a Canadá. Todavía viviendo como hombre, se cortó el cabello y se convirtió en maestra en la reserva nativa de Ojibway en el lago Nipigon, experiencias que se tradujeron en el éxito de ventas Me Papoose Sitter (1955), el primero de muchos libros publicados.
Después de una temporada como editora de Winnipeg Free Press, Simmons regresó a Inglaterra en 1947 para enseñar teatro en la Gregg School en Croydon, Surrey. Se mudó a los Estados Unidos en 1950 y se convirtió en editora de sociedad del Nevada Daily Mail en Missouri antes de mudarse a Nueva York y trabajar como editora de sociedad del Port Chester Daily Item. Poco después de mudarse a Nueva York, Simmons conoció a la artista Isabel Whitney, comenzando una amistad que duraría hasta la muerte de Whitney en 1962.
Durante este periodo, Simmons comenzó una prolífica carrera como escritora, incluida una serie de biografías que cubrían personalidades como la Princesa Margarita (1958), Jacqueline Kennedy (1964), Lady Bird Johnson (1967) y Mary Todd Lincoln (1970), entre muchos más. Mientras vivía en la casa adosada de Whitney en Nueva York en la década de 1950, Simmons conoció a Margaret Rutherford y su esposo Stringer Davis . Rutherford, interesada en conocer a Simmons para discutir un papel en una posible adaptación de Me Papoose Sitter, se enamoró del, entonces, joven autor y ella y Davis acordaron ser sus padres adoptivos no oficiales. Posteriormente, Simmons y Whitney compraron una casa en Charleston, Carolina del Sur, aunque Whitney moriría dos semanas después, dejando a Simmons la casa y 2 millones de dólares.

### Traslado a Carolina del Sur
La mansión que Simmons compró con Whitney estaba ubicada en el vecindario Ansonborough de Charleston, un vecindario conocido por albergar a la élite queer de la ciudad.
Simmons comenzó a restaurar la casa y diseñó el interior con muebles y antigüedades estadounidenses tempranos de Thomas Chippendale. Mucho más tarde, poco antes de su muerte, su búsqueda de piezas de Chippendale la puso en contacto con Edward Ball, un periodista cuya familia había tenido una cómoda estilo Chippendale y que más tarde escribiría una biografía sobre ella.

### Reasignación de sexo
En sus libros autobiográficos, Simmons dijo que nació intersexual con genitales ambiguos, así como un útero interno y ovarios, y que se le asignó inapropiadamente como varón al nacer.  Simmons se sometió a una cirugía de reasignación de sexo en el Hospital Johns Hopkins en 1968, realizada por el Dr. Milton Edgerton.  En Peninsula of Lies (En la Península de las Mentiras) de Ball, éste rebate la afirmación de Simmons de que era intersexual, sugiriendo en cambio que Simmons tenía genitales masculinos y era incapaz de tener hijos.

### Boda
Simmons cambió legalmente su nombre a Dawn Pepita Langley Hall y se comprometió con John-Paul Simmons, entonces un joven mecánico de automóviles negro que soñaba con convertirse en escultor. Su matrimonio, celebrado el 21 de enero de 1969, fue uno de los primeros en Carolina del Sur después de que el caso Loving contra Virginia invalidara las leyes estatales contra el matrimonio interracial, y la ceremonia se celebró en su salón, según se dice, tras las amenazas de bombardear la iglesia. Después de una segunda ceremonia en Inglaterra, la caja que contenía sus regalos de boda fue incendiada en Charleston, y Simmons recibió una multa al día siguiente cuando los restos carbonizados obstruían una acera.
El 17 de octubre de 1971 nació su hija, Natasha Margienell Manigault Paul Simmons, en Filadelfia, Pensilvania. Ball afirma que John-Paul Simmons le dijo que Natasha era hija suya de otra relación, aunque "Natasha creía fervientemente que Dawn era su madre".
Después de que un intruso violara a Simmons y le rompiera el brazo, la familia se mudó a Catskill, Nueva York .

## Años posteriores y muerte
En 1982, se divorció de John-Paul Simmons, que había sido maltratador y padecía esquizofrenia. Después de pasar varios años en Hudson, Nueva York, se mudó con su hija y sus tres nietos, quienes habían regresado a Charleston. En 1985, mientras estaba de vuelta en Charleston, Simmons apareció como extra en varias escenas de la miniserie North and South de ABC.
En sus últimos años, Simmons desarrolló la enfermedad de Parkinson y murió en la casa de su hija el 18 de septiembre de 2000.

### Curiosidades
En la película de 1987 Withnail and I, ambientada en 1969, el personaje de Marwood lee un artículo de periódico sensacionalista sobre Gordon Langley Hall, titulado "Tuve que convertirme en mujer". El autor Jack Hitt describió a Simmons en un episodio de 1996 de This American Life titulado "Dawn". Hitt, natural de Charleston, se había criado en la misma calle que Simmons. A partir de entrevistas, incluso las realizadas a Simmons, Hitt recopiló historias sobre su transexualidad, los matrimonios interraciales en el sur, sus rumoreados poderes vudú y el rumor del debut de su chihuahua en toda regla. Hitt amplió el artículo para su publicación en GQ en octubre de 1998.